# Xavier Snoeck
Pour les articles homonymes, voir Snoeck.
Xavier Snoeck, né le 20 août 1920 à Saint-Gilles-lez-Bruxelles (région de Bruxelles-Capitale) et mort le 29 juin 1990 à Saint-Quentin-la-Poterie (Gard), est un romancier et scénariste de bande dessinée belge. Il signe aussi sous le pseudonyme d’Yves Legros. Sous le nom de Phil Laramie, il a écrit des romans de science-fiction chez Fleuve Noir Anticipation à la fin des années 1980.

## Biographie
Xavier Gustave Marie Snoeck naît le 20 août 1920 à Saint-Gilles, une commune bruxelloise. Il écrit son premier roman en 1941 : La Chanson sous les palmiers publié aux Éditions G.I.G et il enchaîne les publications les années suivantes.
Il publie dans Spirou à partir de 1944.
Pour sa série Les Timour, Sirius adapte en bande dessinée une grande fresque de l'histoire des hommes, écrite par Xavier Snoeck et publiée aux éditions Dupuis, qui s'intitule Les Grands Combats de Cor. Les Timour, est publiée pour la première fois en 1953 dans le no 813 du journal Spirou et, à partir de 1955, sous forme d'albums par les éditions Dupuis. Pour le même journal, il écrit des romans illustrés par André Franquin, Will (1944), Sirius (1945-1946), Eddy Paape (1947), Albert Weinberg (1952), Arthur Piroton (1957) et René Follet (1966).
De 1965 à 1966, il écrit quatre romans : Un singe qui mord la nuque (1965), Ce soir à Tampico (1965), Les Filles d’Hong-Kong (1966) et Tam-tam pour Hélène (1966) publiés sous le pseudonyme de Phil Laramie dans la collection « Anticipation » aux éditions Fleuve noir. Dans cette même collection, il revient avec quatre romans de la série Les Akantor de 1986 à 1988. Il écrit encore une nouvelle de science-fiction La Fille des soucoupes volantes publiée dans le no 1 de la revue Horizon 3000 en juillet 1976.

### Décès
Xavier Snoeck meurt le 29 juin 1990 à Saint-Quentin-la-Poterie dans le Gard en France, à l'âge de 69 ans.

### Vie privée
Xavier Snoeck était l'époux de Mony Lange, l’une des prolifiques rédactrices du journal Les Bonnes Soirées.

## Œuvres

### BD, sérieL’Aile rouge
Série parue dans le Journal de Spirou.
Scénario : les six premiers numéros sous le pseudonyme d’Yves Legros, les suivants sous son nom :
1. L’Aile rouge, JdS 44_07 - 45_44, dessin : André Franquin, Will (1944)
2. L’Aile rouge à la rescousse, JdS 46_01 - 429, dessin : Sirius (1945)
3. Le Combat souterrain de l'Aile rouge, Spirou, nos 430-447, dessin : Sirius (1946)
4. La Naissance de l'Aile rouge, JdS Almanach 47, dessin : Sirius (1946)
5. Aile rouge contre Anahuac, l’empereur des Aztèques, Spirou, nos 498-523, dessin : Eddy Paape (1947)
6. L’Aile rouge et le criss malais, Spirou, nos 605-646 (1949)
7. Victoire de l’Aile rouge, JdS 739 - 768, dessin : Albert Weinberg (1952)
8. Demain, l’Aile rouge, Spirou, nos 1000-1036, dessin : Arthur Piroton (1957)
9. Aile rouge contre Beltegeuse, Spirou, nos 1496-1524, dessin : René Follet (1966)

### Romans
- La Chanson sous les palmiers, Bruxelles, Éditions G.I.G, 1941 (OCLC 612432217)
- Les Baladins de la route, Bruxelles, Éditions G.I.G, coll. « Heures d'oubli », 1942 (OCLC 1415016073)
- Ils étaient trois, Bruxelles, L'Étoile, 1942 (OCLC 499312582)
- Grande étape, Bruxelles, Houart, 1942 (OCLC 162255954)
- Batailles dans le désert, Bruxelles, Gilbert Jourdevant, 1943 (OCLC 499312595)
- Rien que joie, Bruxelles, L'Étoile, coll. « Sports et lumière », 1943 (OCLC 1400904013)
- Tempête sur le camp, Bruxelles, L'Essor, 1944 (OCLC 461374668)
- Dwight David Eisenhower, le batteur de fer, Bruxelles, L'Étoile, 1945 (OCLC 901317930)
- Veilleurs à l’aube, Liège, Maréchal, 1945 (OCLC 1015355352)
- Les Chasseurs ardennais au combat, Marcinelle, Dupuis, s.d. (1945) (OCLC 859174445)
- Famille, force et prospérité de la nation, Tournai, Casterman, 1946 (OCLC 37908908)
- Les Filles d'Arles, Paris, éditions Fleuve noir, 1976  (ISBN 9782265001206)
- Margot la Roussine : amours et aventures au temps d'Henry IV, Paris-Monaco, Le Rocher, 1986  (ISBN 2-268-00431-7)

### Sous le pseudonyme Phil Laramie

#### Série Phil Laramie
1. Un singe qui mord la nuque, Paris, éditions Fleuve noir, coll. « L'Aventurier » no 104, 1965, réédition numérique de 2018  (ISBN 9782265123342) ;
2. Ce soir à Tampico, Paris, éditions Fleuve noir, coll. « L'Aventurier » no 105, 1965, réédition numérique de 2019  (ISBN 9782265123793) ;
3. Les Filles d’Hong-Kong, Paris, éditions Fleuve noir, coll. « L'Aventurier » no 111, 1965 (ASIN B003X7ZJHG) ;
4. Tam-tam pour Hélène, Paris, éditions Fleuve noir, coll. « L'Aventurier » no 114, 1966, réédition numérique de 2018  (ISBN 9782265123281).

#### SérieLes Akantor
1. Le Viol du dieu Ptah, Paris, éditions Fleuve noir, coll. « Anticipation » no 1507, 1986  (ISBN 9782265034488)
2. La Folle Ruée des Akantor, Paris, éditions Fleuve noir, coll. « Anticipation » no 1525, 1987  (ISBN 9782265035119) ;
3. Les Squales de la cité engloutie, Paris, éditions Fleuve noir, coll. « Anticipation » no 1566, 1987   (ISBN 9782265036550) ;
4. Le Grand Hurlement, Paris, éditions Fleuve noir, coll. « Anticipation » no 1633, 1988  (ISBN 9782265038523).

#### Livres
: document utilisé comme source pour la rédaction de cet article.
- Jean Van Hamme, Introduction à la bande dessinée belge, Bruxelles, Bibliothèque royale de Belgique, 1968, 80 p., ill. ; 26 cm (lire en ligne), p. 45[catalogue] publié à l'occasion de l'exposition La bande dessinée en Belgique, Bibliothèque Albert Ier, [Bruxelles], du 29 juin au 25 août 1968.
- Jean Pirotte (dir.) et Luc Courtois, Du régional à l'universel. : L'imaginaire wallon dans la bande dessinée., Louvain-la-Neuve, Fondation wallonne Pierre-Marie et Jean-François Humblet, 1999, 310 p. (ISBN 978-2-9600072-3-7 et 2960007239, OCLC 1075833932), p. 251 lire sur Google Livres

#### Articles
- Danny De Laet, « Les Chroniques de Danny De Laet : Les maîtres du feuilleton Xavier Snoeck (1920-1990) », BD Oubliées,‎ 4 juin 2025 (lire en ligne, consulté le 6 juin 2025).